# Danielle Panabaker
Danielle Nicole Panabaker (Augusta, Georgia, 1987. szeptember 19. –) amerikai színésznő. Leghíresebb szerepe a Szuper felsőtagozatban volt.

## Pályafutása
Filmes karrierje 2002-ben kezdődött, amikor egy epizódszerepet kapott a Family Affair című sorozatban. 2003-ban már jóval több filmben, sorozatban tűnt fel. Játszott a No Place Like Home című filmben, és a The Bernie Mac Show, Malcolm in the Middle, The Guardian sorozatokban. De leghíresebb filmje ebben az évben a Szingli Anyasors volt, ahol egy szingli anya lányát alakította. Danielle már nagyon sok Oscar és Emmy díjas színésszel, színésznővel dolgozott együtt. 2004-ben elkészült egy családi vígjáték, melyben Brenda Song-gal játszik, a Külvárosi tinisors. De láthattuk még a Searching for David's Heart című filmben is. 2005 nagyon sikeres év volt Danielle számára, hiszen olyan filmekben szerepelt, mint a Lányanya, A múlt fogságában, Szuper felsőtagozat és a Tiéd, enyém, mienk. A Disney a Szuper felsőtagozatot többször is lejátszotta, hiszen nagyon sikeres lett a film. Danielle-t sokan Layla karaktere által ismerték meg. A Tiéd, enyém, miénk-ben 18 gyerek közül ő játssza a legidősebb gyereket. Illetve epizódszerepet kapott a Mindig nyár című sorozatban is. Az USA-ban kivívta magának az „angyali kamasz”-díjat. 2006-ban szerepelt két filmben: az egyik az Életre kelt napló című családi vígjáték. Ebben a filmben együtt szerepel húgával, Kay Panabaker-rel. A Home Of The Giants című produkcióban Haley Joel Osment-tel forgatott. Még ebben az évben elkezdtek forgatni egy sorozatot Shark - a törvényszéki ragadozó címmel, melyben Danielle a főszereplő Sebastian Stark (James Woods), lányát alakítja. 2007-ben a Mr.Brooks c. filmben kapott szerepet, ahol szintén a főszereplő lányát játssza. A színészkedés mellett a Danielle a tanulást sem hanyagolta el, hiszen 2007 júniusában lediplomázott egy magas rangú főiskolán. 2014-ben főszerepet kapott a DC Comics új sorozatában a Flash – A Villám-ban, ahol Caitlin Snow (Gyilkos Fagy) szerepét alakítja.

## Filmográfia

### Mozifilmek
| Év   | Cím                         | Szerep               | Feljegyzések      |
| ---- | --------------------------- | -------------------- | ----------------- |
| 2003 | No Place Like Home          |                      | mini széria       |
| 2003 | Sex and the Single Mom      | Sara Gradwell        | családi film      |
| 2004 | Külvárosi tinisors          | Brittany Aarons      | családi film      |
| 2004 | Searching for David's Heart | Darcy Deeton         | családi film      |
| 2005 | Lányanya                    | Jacey Jeffries       | családi film      |
| 2005 | A múlt fogságában           | Tick Roby            | mini-széria       |
| 2005 | Szuper felsőtagozat         | Layla Williams       | amerikai vígjáték |
| 2005 | Rule Number One             | Grace Jones          |                   |
| 2005 | Tiéd, enyém, mienk          | Phoebe North         |                   |
| 2006 | Életre kelt napló           | Isabella (a.k.a. IS) | családi film      |
| 2006 | Home of the Giants          | Bridge               |                   |
| 2007 | Mr. Brooks                  | Jane Brooks          |                   |
| 2009 | Renaissance Girl            | Kimber               |                   |
| 2009 | Friday the 13th             | Jenna                | horrorfilm        |
| 2009 | Weakness                    | Danielle             |                   |
| 2012 | Piranha 3DD                 | Maddy                | horrorfilm        |
| 2014 | Time Lapse                  | Callie               |                   |
| 2015 | This Isn't Funny            | Stacey               |                   |

### Sorozatok
| Év        | Cím                               | Szerep                      | Feljegyzések        |
| --------- | --------------------------------- | --------------------------- | ------------------- |
| 2002      | Family Affair                     | Parker LeeAnn Aldays        | vendégszereplő      |
| 2003      | The Bernie Mac Show               | Chelsea                     | vendégszereplő      |
| 2003      | Malcolm in the Middle             | Kathy McCulskey             | vendégszereplő      |
| 2003      | A gondnok                         | Samantha Gray               | vendégszereplő      |
| 2004      | The Division                      | Melissa Ringston            | vendégszereplő      |
| 2005      | Law & Order: Special Victims Unit | Carrie Lynn Eldridge        | vendégszereplő      |
| 2005      | Mindig nyár                       | Faith                       | visszatérő szereplő |
| 2006-2008 | Shark – Törvényszéki ragadozó     | Julie Stark                 | főszereplő          |
| 2008      | Eli Stone                         | Genny Clarke                | vendégszereplő      |
| 2014-2015 | A zöld íjász                      | Caitlin Snow / Killer Frost | 4 epizód            |
| 2014-2023 | Flash – A Villám                  | Caitlin Snow / Killer Frost | főszereplő          |
| 2016      | A holnap legendái                 | Caitlin Snow / Killer Frost | 2 epizód            |
| 2016      | Supergirl                         | Caitlin Snow / Killer Frost | 1 epizód            |